# C.J. Watson
Charles Akeem Watson jr., detto C.J. (Las Vegas, 17 aprile 1984), è un ex cestista statunitense.